# Buenavista (Córdoba)
Buenavista es un municipio colombiano ubicado en la Subregión del San Jorge en el departamento de Córdoba. 
El surgimiento de Buenavista-Córdoba fue el resultado de un proceso migratorio derivado de la ejecución de un proyecto de desarrollo social a inicios del año 1950 al ponerse en marcha el proyecto carreteable Tarazá (Antioquia)-Planeta Rica (Córdoba), y no del acto volitivo y de fundación del señor José Francisco Rojas. Fue erigido a corregimiento en el año 1954 y se conformó como municipio en 1969, al separarse del Municipio de Ayapel.

## División Político-Administrativa
Además de su Cabecera municipal. Buenavista tiene bajo su jurisdicción los centros poblados:
- Belén
- Coyongo
- El Viajano
- Las Marías
- Mejor Esquina
- Nueva Estación
- Puerto Córdoba
- Santa Clara
- Santa Fe de Arcial I y II
- Tierra Santa
- Veracruz
- Villa Fátima

## Hidrografía
Parte del curso del Río San Jorge pasa por Buenavista. Bañada por un brazo conocido como el caño El Bagre. Sus fuentes hídricas más importantes son las ciénagas de Las Marías, del Arcial y de Los Zambos, y arroyos o caños como Carate y Los Zambos, entre otros, siendo estos las principales fuentes de pesca en el municipio.

## Economía
Las principales actividades económicas de este municipio pertenecen al sector agropecuario, siendo la principal la ganadería. Las antiguas actividades de caza de guartinaja, ñeque, ponche y conejo se han extinguido casi en su totalidad, persistiendo la pesca. Predomina la economía informal en oficios de recolección de cítricos (limón), mangos, tamarindo y el jornaleo como actividad básica tanto en el sector urbano como rural. Predomina la gran hacienda en la cual se vincula la mano de obra preferentemente por jornaleo.

## Transporte
El municipio cuenta desde el año 1950 con la troncal de occidente. En esa fecha se construyó el tramo carreteable Tarazá, Antioquia con Planeta Rica, Córdoba. La Troncal de Occidente intercomunica los departamentos de la región Caribe con los del interior del país. Las empresas de servicios públicos de transporte masivo hoy existentes son Brasilia, Coonorte, Sotracor, Unitransco, Torcoroma, Tucura, Rápido Ochoa y taxis que cubren las rutas Caucasia-Montería; Montelíbano-Montería; La Apartada-Planeta Rica; Buenavista, Ayapel-La Apartada; Buenavista-Planeta Rica; Buenavista-Montería. Si la intención es visitar la zona rural puede desviarse por vías terciarias y trochas utilizando el servicio de los mototaxis que posee este municipio. Dentro del sector urbano el transporte es el mototaxi. El transporte aéreo se realiza desde la ciudad de Montería (capital del Departamento) hacia todos los destinos del orden nacional.

## Turismo y recreación
En Buenavista podemos encontrar establecimientos de diversión nocturna, como Kiko Licores, El Ranchon, Bule-Bar, El Vendaval, La Pesebrera y sitios de ambiente familiar como El Club Recreaciónal  El Manantial y La Hormiguita. 

## Festividades
- Fiestas Internacionales del Mapalé y Música Folclórica: ultima semana de octubre
- Festival del Vallenato: marzo
- Fiestas de San Isidro: Semana Santa
- Festival Estudiantil del Mapalé I.E MARISCAL SUCRE : Octubre
- Semana cultural Mariscalista:noviembre
- 'Desfile De carrozas Navideñas:'

7 de diciembre

## Servicios públicos
- Energía Eléctrica: Afinia, del grupo EPM, es la empresa prestadora del servicio de energía eléctrica.
- Gas Natural: Surtigas es la empresa distribuidora y comercializadora de gas natural en el municipio.